# Dansa en barra

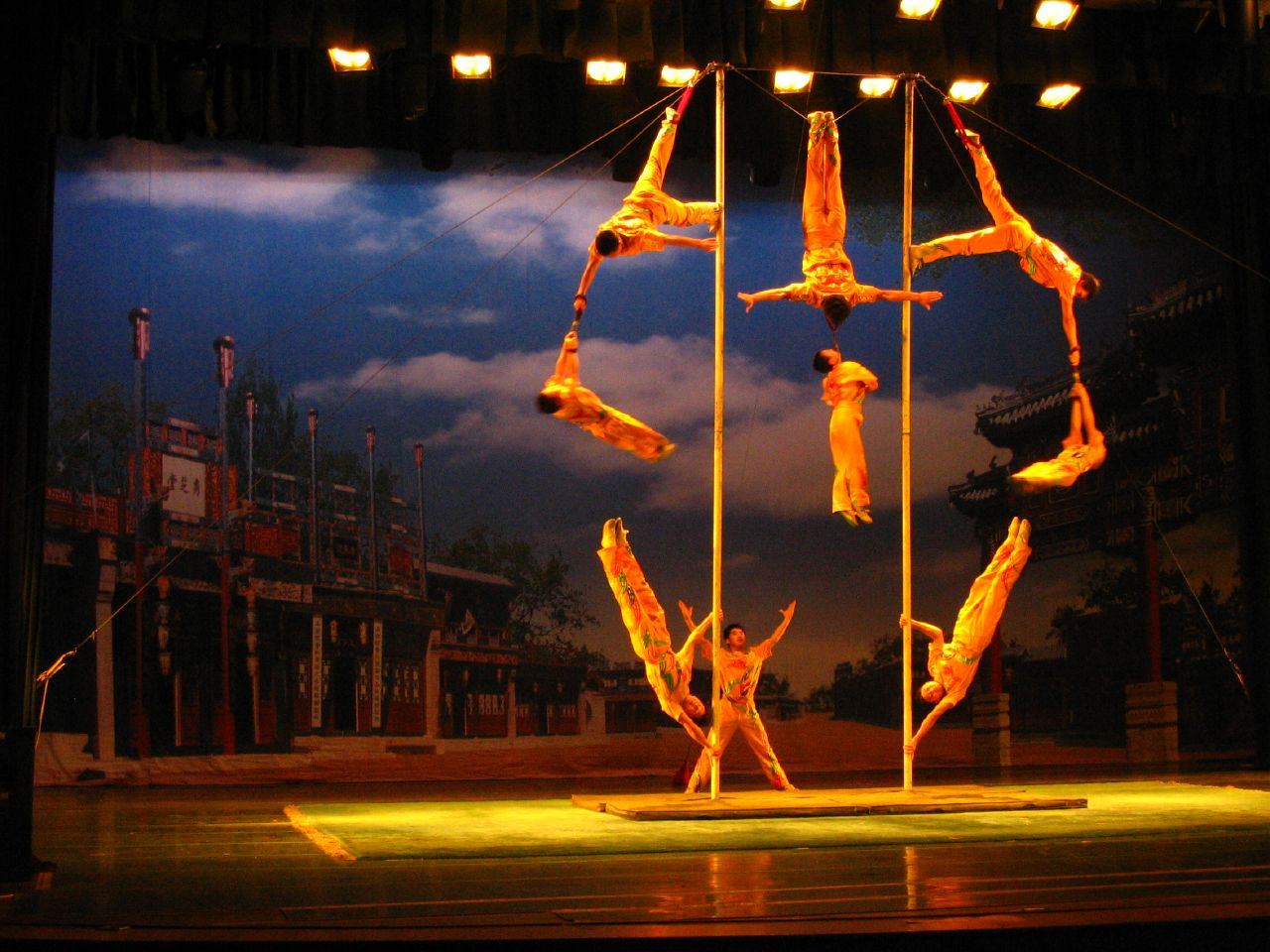
Dansa en barra xinesa

La dansa en barra és una forma d'art escènica, una combinació de dansa i gimnàstica. Existeixen tres categories diferents dins d'aquest esport, el pole exotic, pole sort i pole fitness.
El pole exotic tracta de ballar sensualment amb una barra vertical i s'utilitza amb freqüència en clubs de striptease. D'altra banda, en el pole sport es fa servir una barra similar (barra xinesa) que s'utilitza en el cabaret/circ i en les arts escèniques en un entorn no-eròtic; en aquest context l'estil i moviments són molt diferents. El pole fitness es l'última categoria i aquesta es basa en combinar les dues anteriors.
Una pràctica avançada d'aquest art escènic requereix certa força, flexibilitat i resistència. En un entorn de club de striptease, la dansa en barra s'hi realitza sovint menys gimnàstica i es combina amb striptease, Go-Go dancing, i/o lap dancing. Hom pot simplement sostenir-se a la barra, o utilitzar-la per moviments més atlètics, com pujar, gira-se o realitzar capgiraments del cos. La part superior del cos i la força són importants per arribar a tindre una tècnica competent, que requereix temps per desenvolupar-se.
La dansa en barra es considera ara una forma reconeguda d'exercici i pot ser utilitzat com una sessió d'exercicis aeròbics i anaeròbics. S'estan desenvolupant escoles i qualificacions reconegudes a mesura que augmenta en popularitat, amb l'atractiu sexual en general més baix de to.

## Origen

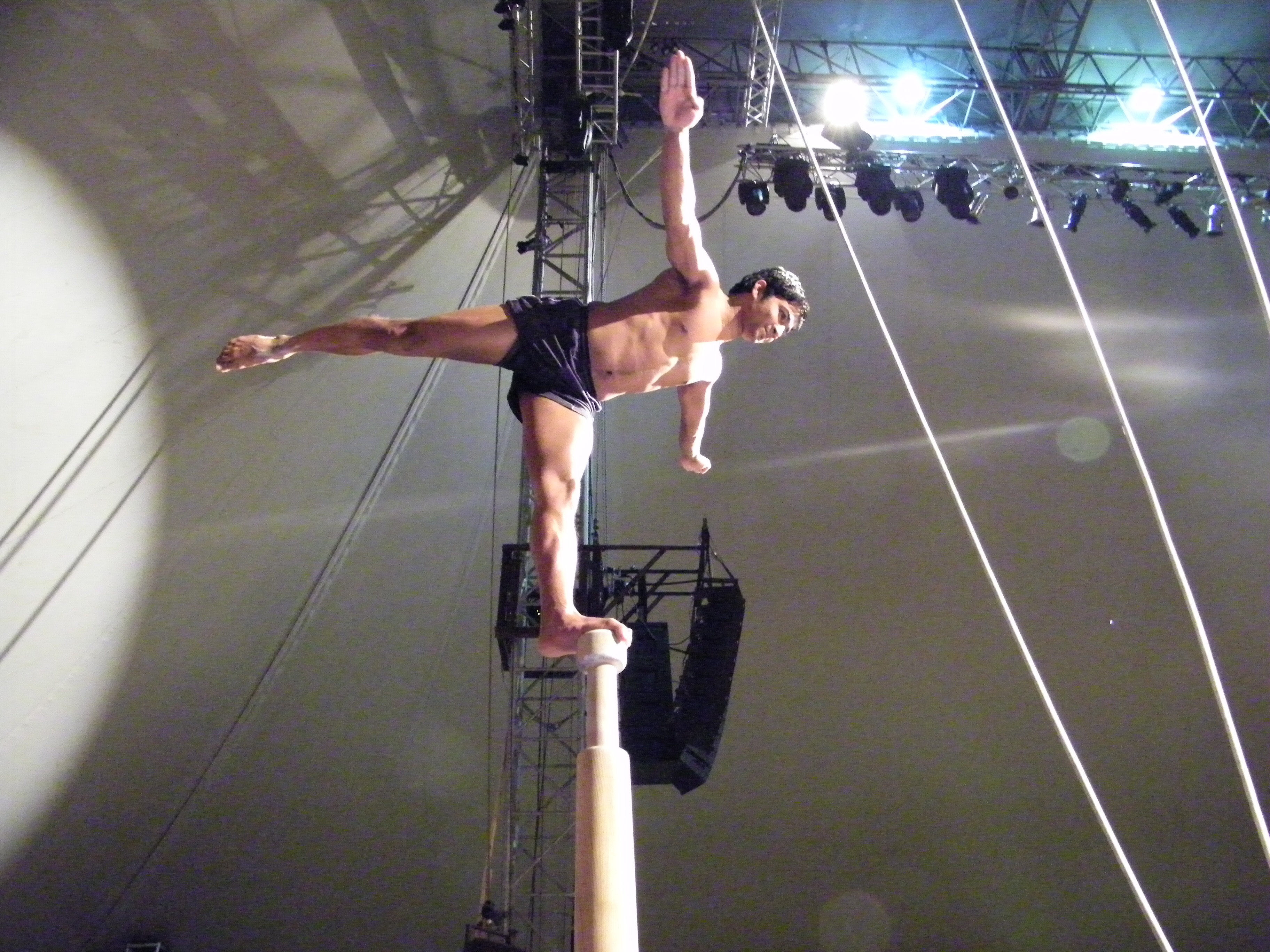
Mallakhamb

El dansa en barra prové del mallkhamb, un esport tradicional originat a l'Índia fa dos-cents anys enrere que consisteix a realitzar figures de ioga o gimnàstica sobre un pal de fusta.També s'han trobat registres que mostren com aquestes activitats es practicaven amb freqüència en el món circense i de les fires ambulants que es realitzaven a principis de segle XX. Existeixen molts tipus de maniobres i variacions sobre la barra, i es diu que van ser inventades en els cabarets de la dècada dels anys cinquanta per dones que generalment sempre acabaven fent un striptease.